# 鎌田幸雄
鎌田 幸雄（かまた ゆきお、1949年6月10日 - ）は、神奈川県横浜市中区出身の元プロ野球選手（投手）。

## 来歴・人物
大森工業高等学校から、1968年のドラフト4位で大洋ホエールズへ入団。
1968年夏の東京都予選では四回戦で桜美林に敗れたが、長身からの速球が武器。
1972年に一軍公式戦に出場がないまま引退。

## 詳細情報

### 年度別打撃成績
- 一軍公式戦出場なし

### 背番号
- 31 （1969年 - 1970年途中）
- 53 （1970年途中 - 1972年）